# Ново Момчилово
Ново Момчилово (на сръбски: Ново Момчилово или Novo Momčilovo) е село в община Житораджа, Топлишкия окръг, Сърбия. Според преброяването от 2002 година селото има 85 жители, всички сърби.

## История
При избухването на Балканската война в 1912 година един човек от Момчилово е доброволец в Македоно-одринското опълчение.

## Личности
Родени в Ново Момчилово
- Васил Антонов, македоно-одрински опълченец, 1 рота на 9 велешка дружина, роден в Старо или Ново Момчилово[2]